# Neivamyrmex dorbignii
Neivamyrmex dorbignii är en myrart som först beskrevs av William Edward Shuckard 1840.  Neivamyrmex dorbignii ingår i släktet Neivamyrmex och familjen myror. Inga underarter finns listade i Catalogue of Life.